# 滑集镇
滑集镇，是中华人民共和国安徽省阜阳市临泉县下辖的一个乡镇级行政单位。

## 行政区划
滑集镇下辖以下地区：
滑集村、高寨村、张腰庄村、马郢村、小张庄村、崔寨村、朱集村、靳桥村、梁王村、朱刘村、西孙庄村、史庄村、裴集村、南杨小村、杨金村和王香铺村。